# 189년 중국

## 연호
- 후한(後漢) 중평(中平) 6년 / 광희(光熹) 원년 / 소녕(昭寧) 원년 / 영한(永漢) 원년

## 기년
- 후한(後漢) 영제(靈帝) 22년 / 후소제(後少帝) 원년 / 헌제(獻帝) 원년

## 사건
- 5월 13일(음력 4월 11일): 영제(靈帝)가 붕어하였다. 홍농회왕(洪農懷王) 변(辯)이 즉위해 연호를 광희로 고쳤다가 소녕으로 고쳤다.
- 하진이 집권하여 환관들과 대립하자 원소는 하진에게 접근하여 환관을 주살할 계획을 세워 하진에게 바쳤다.하진은 처음엔 원소의 계책을 받아들였으나[1]  누이동생 하태후(何太后)의 반대와 설득에 마음이 돌아선데다가 그 스스로가 환관과 결탁하여 출세한 것이었으므로 쉽게 포기하고 말았다. 이에 원소는 재차  왕광(王匡) · 정원(丁原) · 교모(喬瑁) · 동탁 등 지방의 장수들을 수도 근교로 소집하여 하태후를 비롯한 환관들의 지지세력을 협박하는 계책을 세웠고 다시 하진을 설득하여 왕광에게 강노수 5백을 이끌고 낙양(洛陽)으로 오도록 하는 한편 교모는 성고에 주둔하게 하였으며, 동탁은 관중(關中)으로 오도록 하고, 정원을 시켜 맹진(孟津)을 불태우도록 했다. 원소의 협박이 거듭 이어지고 맹진의 불빛은 낙양에까지 비추게 되자 친 환관파 관료들은 모두가 두려워 떨며 십상시를 주살하라고 진언했으나 하태후만이 이를 듣지 않았다. 본디 십상시와 결탁하여 권력을 잡았던 하진은 이들이 몰살당하는 것을 내심 꺼려했으므로 행동이 지체되고 있었다. 원소는 하진을 만나 거듭 설득했고 이에 하진은 원소를 관리의 감찰과 낙양의 치안을 담당하는 사례교위에 임명하고 가절을 내리는 등 막대한 권력을 부여한다. 이에 원소는 황실의 근위병들을 모두 자신의 심복으로 교체하며 태후와 환관들을 낱낱히 감시했는데 마침내 공포에 질린 하태후는 십상시 이하 고위직 환관들을 모두 파직시키자 십상시들은 모두 하진에게 가서 사죄하며 오직 하진의 조치에 따르겠다며 애원한다. 원소는 하진에게 십상시들을 모두 처형할 것을 세 번이나 간하였으나 하진은 모두 듣지 않았고 십상시들에게 고향으로 돌아갈 것을 명령했다. 이에 원소는 하진의 명령을 위조하여 모든 주군에 서찰을 보내 고위 환관의 친속들을 잡아들이고 심문토록 했다.
- 9월 22일(음력 8월 25일): 십상시들이 하태후의 명령을 위조해 하진을 장락궁으로 불러들여, 결국 십상시들과 상방감(尙方監) 거목(渠穆)이 대장군 하진을 죽였다. 하진이 죽자 하진의 부하 오광이 청쇄문 밖에 불을 질렀고 진군교위 조조와 사예교위 원소는 각기 군사를 이끌고 수도를 장악하기 위해 궁궐로 쳐들어갔다. 이때,  원소는 불같이 진노해 황급히 사병 백 명을 이끌고  장양 내각에서 임명한 친 환관파 관료들을 공격해 살해했으며 하진의 사망으로 인한 병사와 관료들의 혼란을 강경하게 수습했다. 원소의 동생 원술도 1,000명의 군사를 이끌고 참여하면서 사태는 더욱 커졌다. 하진의 동생 하묘도 난입해 십상시 중 한 명이던 조충을 죽였으나 오광에게 오히려 가담자로 오해받아 살해당했다. 취화루 아래에서 조충, 정광, 하운, 곽승 등이 베이고 하진을 살해했던 상방감 거목도 이때 죽었다. 군사들은 십상시의 가족들을 모두 죽였으며 환관들도 노소를 가리지 않고 모두 살해했는데 이 때문에 얼굴에 수염이 없거나 어깨가 넓거나 목소리가 가늘거나 피부가 희고 곱다는 이유로 억울하게 희생된 환관들을 포함해 죽은 환관은 2천 명에 이르렀다.(→십상시의 난) 이 혼란을 틈타 동탁이 낙양에 군사들을 이끌고 들어와서 황제를 확보하고 정권을 장악했다. 당시 황제였던 소제(少帝)는 하태후라는 후견인이 존재하였으며 하태후는 이미 나이가 많아 동탁이 권력을 휘두르는 데 방해가 되었으므로 동탁은 황제의 폐위를 획책하였는데 이로 인해 원소는 동탁과 심하게 반목하였다. 후한서에 의하면 이때 원소는 폐제를 획책하는 동탁을 준엄하게 꾸짖었으나 동탁은 칼을 어루만지며 "내가 하고자 하는데 안 되는 게 무엇이냐. 감히 애송이 녀석이 내가 하는 일을 막고자 하는가!"라고 말하며 원소를 협박하였다. 이에 원소가 "천하에 힘있는 자가 어찌 동공 뿐이겠습니까!"라고 분연히 말하며 칼을 뽑아든 채로 인사하고 나가버려 좌중을 놀라게 하였다. 곧바로 원소는 인수(印綬)를 낙양의 성문에 걸어놓고는 그대로 낙양을 떠나 발해(渤海)로 갔다. 동탁은 본래 원소를 죽이려 하였으나, 조정에 원소를 지지하는 사람이 많자 마침내 회유책을 써서 원소를 발해태수(勃海太守)로 임명하였다.
- 9월 28일(음력 9월 1일, 갑술(甲戌)일), 소제가 동탁에 의해 폐위당하고, 헌제 협(協)이 즉위하고 연호를 영한으로 고쳤다.[2]
- 9월 30일(음력 9월 3일, 병자(丙子)일), 동탁이 영사황후를 죽였다.[3]
- 10월 9일 (음력 9월 12일, 을유(乙酉)일), 태위 유우를 대사마로 삼았다.  동탁은 스스로 태위가 되었고, 여기에 부월(鈇鉞)·호분(虎賁)의 지위를 더했다.[4]
- 10월 10일 (음력 9월 13일, 병술(丙戌)일), 태중대부(太中大夫) 양표가 사공(司空)이 되었다.[5]
- 10월 18일 (음력 9월 21일, 갑오(甲午)일), 예주 목사 황완은 사도(司徒)가 되었다.[6]
- 10월 29일 (음력 10월 3일, 을사(乙巳)일), 영사황후를 장례 지냈다.[7]
- 음력 10월, 백파적(白波賊)이 하동(河東)에 쳐들어오자, 동탁은 우보(牛輔)를 보내어 그들을 격파하였다.[8]
- 11월 26일(음력 11월 1일, 계유(癸酉)일), 동탁은 스스로 상국(相國)이 되었다.[9]

## 탄생
제갈근과 제갈량의 동생 제갈균